# Harold Knerr
Harold Knerr (Bryn Mawr, 4 settembre 1882 – New York, 8 luglio 1949) è stato un fumettista statunitense.

## Vita e opere
Suo padre, Calvin B. Knerr, era un medico tedesco immigrato negli Stati Uniti, mentre sua madre, Melitta Hering, era la figlia di Constantine Hering, pioniere dell'omeopatia.
Inizia la sua carriera come illustratore per quotidiani. A partire dal 1902 inizia a collaborare con il The Philadelphia Inquirer per cui crea diverse serie tra le quali The Flenheimer Kids, imitazione dei Katzenjammer Kids di Rudolph Dirks pubblicati sull'American Humorist supplemento del New York Journal quotidiano appartenente al gruppo di William Randolph Hearst. Quando Dirks decise di passare al New York World di Joseph Pulitzer Hearst affidò a Knerr la serie.
Knerr continuerà a realizzare la serie fino all'anno della sua morte nel 1949. È nella sua versione che i personaggi sono divenuti celebri in Italia con il nome di Bibì e Bibò sulle pagine del Corriere dei piccoli. Nel 1926 creò anche la serie Dinglehoofer und His Dog Adolph che pure continuò a realizzare fino al 1949.